# Hans-Henrik Ørsted
Hans-Henrik Ørsted (Grenå, 13 dicembre 1954) è un ex pistard danese.

## Palmarès

### Olimpiadi
- 1 medaglia:
  - 1 bronzo (Mosca 1980 nell'inseguimento individuale)

### Mondiali
- 8 medaglie:
  - 3 ori (Barcellona 1984 nell'inseguimento individuale; Bassano del Grappa 1985 nell'inseguimento individuale; Vienna 1987 nell'inseguimento individuale)
  - 3 argenti (Brno 1981 nell'inseguimento individuale; Leicester 1982 nell'inseguimento individuale; Colorado Springs 1986 nell'inseguimento individuale)
  - 2 bronzi (Besançon 1980 nell'inseguimento individuale; Zurigo 1983 nell'inseguimento individuale)